# Черниговское троллейбусное управление
Черниговское троллейбусное управление (ЧТУ) — коммунальное предприятие обслуживающее черниговский троллейбус. Черниговское троллейбусное управление существует с 1964 года, имеет депо площадью 5 га (ул. Шевченко 50), имеет на балансе 113 единиц подвижного состава, из них 109 ед. пассажирских. В городе функционирует 10 троллейбусных и 2 автобусных маршрутов обслуживающихся КП «ЧТУ», длина контактной сети троллейбуса 104,6 км, действуют 10 тяговых подстанций. Ежедневно на улицы города выходят до 70 троллейбусов которые перевозят 255,0 тыс. пассажиров и 20 автобусов. Черниговское троллейбусное управление — шестое на Украине по объёму перевозок.

## Сотрудники
По состоянию на июнь 2011 г. на предприятии работает 702 человека, в том числе: водителей троллейбусов — 164; водителей автобусов — 36; кондукторов — 193; служба ремонта подвижного состава — 131; в управлении — 28.

## Маршрутная сеть
Предприятие обслуживает 10 троллейбусных и 1 автобусный маршруты, на которые ежедневно выходят 70 троллейбусов и 20 автобусов. В соответствии с действующим на Украине законодательством право на льготный проезд имеют 26 категорий граждан, это свыше 80 тыс. человек.

## Подвижной состав
В целом на балансе предприятия находятся 113 троллейбусов и 23 автобуса. Среди важнейших проблем предприятия главная — неудовлетворительное техническое состояние троллейбусного парка. Средний возраст парка троллейбусов составляет 17,5 лет при сроке эксплуатации — 10, 77 троллейбуса прошли свыше 1 млн км при норме 720 тысяч. Следовательно, из 113 единиц подвижного состава около 90 подлежат списанию. Учитывая изношенность парка троллейбусов на 80 %, предприятие постоянно проводит капитальные ремонтные работы подвижного состава. В 2010 году отремонтировано 29 единиц троллейбусов на сумму 1030 тыс. грн. В 2011 году ремонт прошли 24 троллейбуса на сумму 1109 тыс. грн., 10 из них прошли капитальный ремонт.

## Инфраструктура
Энергообеспечение электротранспорта осуществляется 10-ю тяговыми подстанциями мощностью 28 800 кВт, общая длина контактной сети — 104,6 км, которую поддерживают 2,7 тыс. опор. Техническое состояние контактной сети с годами значительно ухудшилось и она требует замены.

## Финансовое состояние
По результатам хозяйственной деятельности КП «ЧТУ» за 2010 год получило убыток в сумме 5 млн. 43 тыс. грн. Кредиторская задолженность предприятия за последние годы постоянно росла и в 2010 году составила 10 млн. 495 тыс. грн. Убытки предприятия за 1-й квартал 2011 года составили 1 млн. 238 тыс. грн. (более 400 тыс. грн. в месяц). Прирост выручки в связи с повышением с 28 мая стоимости проезда в троллейбусе даст дополнительно около 300 тыс. грн.